# Спортивний аеродром
Спорт́ивний аеродр́ом ― аеродром, що призначений для виконання навчально-тренувальних та показових польотів спортивних повітряних суден, здійснення парашутних стрибків, обслуговування планерного спорту тощо. Зазвичай на спортивних аеродромах розміщені авіаклуби — громадські організації або суб'єкти підприємництва, чия діяльність пов'язана з авіаційним спортом.
ЗПС на спортивному аеродромі переважно ґрунтова довжиною 600—1800 м, шириною 50-200 м.